# قنق (ازمیر)
کینیک (به ترکی استانبولی: Kınık) شهری است در کشور ترکیه که در استان ازمیر واقع شده‌است. جمعیت این شهر بر اساس سرشماری سال ۲۰۰۸ میلادی ۱۱٬۷۵۲ نفر و بر اساس برآوردهای سال ۲۰۰۹ میلادی ۱۲٬۱۶۴ نفر می‌باشد.